# Bibliothek des Jüdischen Museums Wien
Die Bibliothek des Jüdischen Museums ist eine öffentlich zugängliche Präsenzbibliothek des Jüdischen Museums Wien. Ihre Bestände umfassen rund 45.000 Bände und bilden die größte österreichische Fachbibliothek zum Thema Judentum.

## Geschichte
Die Bibliothek steht in der Tradition des jüdischen Lebens in Wien und ist eng mit der Geschichte des Jüdischen Museums verknüpft. Ihre Gründung fand 1992 mit Beständen der Wiener Israelitischen Kultusgemeinde statt, die als Dauerleihgabe dem Jüdischen Museum überlassen wurden. Seit 1994 befindet sich die Sammlung als Museumsbibliothek im ehemaligen Festsaal der Wiener Israelitischen Kultusgemeinde. 2004 erfolgte die Implementierung der Bestände in den Österreichischen Bibliothekenverbund und die damit verbundene Möglichkeit zur Recherche über einen Onlinekatalog.

## Aufgaben und Bestand
Die Hauptaufgabe der Bibliothek ist die Erschließung, Erwerbung und Bereitstellung von Judaica, rabbinischer und jiddischer Literatur sowie Publikationen zur Zeitgeschichte Israels und der Schoa. Darüber hinaus erstreckt sich der Sammlungsauftrag auf jüdische Zeitungen und Zeitschriften aus der Zeit vor dem Zweiten Weltkrieg. Sie ist grundsätzlich eine Präsenzbibliothek. Entlehnungen sind nicht möglich. Die Bibliothek des Jüdisches Museums betreibt eine intensive Provenienzforschung.
Der Bibliotheksbestand umfasst Werke zur Geschichte, Religion und Kultur des Judentums sowie Belletristik jüdischer Autoren, Zeitschriften und Lexika. 2021 zählte der Katalog rund 45.000 Bände, wobei die ältesten aus dem 16. Jahrhundert stammten. Sprachlich besteht die Bibliothek zu knapp einem Drittel aus in hebräischen Lettern geschriebenen Werken, davon 75 % in hebräischer und 25 % in jiddischer Sprache. Die übrige Literatur ist vorwiegend in deutscher und englischer Sprache verfasst. Weitere Bestandteile bilden lateinische Drucke zur Geschichte der Juden in Österreich und der ehemaligen Kronländer sowie Quellen zum jüdischen Leben in Wien, Berichte der Kultusgemeinde und Jahresberichte jüdischer Vereine.